# برايان سالونين
برايان سالونين (بالإنجليزية: Brian Salonen)‏ هو لاعب كرة قدم أمريكية أمريكي، ولد في 29 يوليو 1961 في غلاسكو في الولايات المتحدة.

## وصلات خارجية
- برايان سالونين على موقع مرجع كرة القدم المحترفة.كوم (الإنجليزية)